# Bargen (Berna)
CBargen é uma comuna da Suíça, localizada no Cantão de Berna, com 980 habitantes, de acordo com o censo de 2010 . Estende-se por uma área de 7,87 km², de densidade populacional de 125 hab/km². Confina com as seguintes comunas: Niederried bei Kallnach, Kallnach, Siselen, Walperswil, Kappelen, Aarberg e Radelfingen.
A língua oficial nesta comuna é o alemão.

## Idiomas
De acordo com o censo de 2000, a maioria da população fala alemão (95,3%), sendo o servo-croata a segunda língua mais comum, com 1,2%, e, em terceiro lugar, o português, com 1,0%.